# 崔寔
崔寔（?—約170年），亦作崔實，字子真，一名台，字元始，涿郡安平县（今河北省衡水市安平縣）人，曾任東漢尚書。著有《四民月令》，是後世研究東漢農業及社會的重要典籍之一。

## 生平
崔寔出自中古名族博陵崔氏。祖父崔駰為東漢著名文學家，與班固、傅毅同時齊名。父親崔瑗是書法家，通曉天文曆法、京房《易傳》、六日七分等數術。崔氏自崔朝（崔駰高祖父）以後，曾有多人任郡太守等二千石以上的官職。
崔寔年少時性格沈靜，愛好讀書，擅長草書。漢安二年父親死後，崔寔遵照遺命，將崔瑗安葬於洛陽，並在墓側隱居。結束服喪後，三公辟召崔寔，一概拒絕。
漢桓帝初年，下詔公卿郡國推舉至孝獨行之士。崔寔受本郡舉薦，被徵往公車，因為有病不能對策而授為郎官。
之後太尉袁湯、大將軍梁冀都徵辟崔寔為府僚，但崔寔也不應召。大司農羊傅、少府何豹上書推薦崔寔才能優秀，應在朝廷任職。於是崔寔被拜為議郎，遷為大將軍梁冀的司馬，與邊韶、延篤等人在東觀編修書籍。
崔寔出任為五原太守。(轄地約在今內蒙古自治區鄂爾多斯市達拉特旗。)五原的土壤雖宜種植麻，但民間卻不知紡織，以致冬季沒有取暖的衣服，積存草堆而睡臥在其中，進見官吏則要身上披草而出。崔寔上任後，出售公家積聚的物資，製作紡績、織紝、綀縕的工具，並教導百姓相關技術，於是百姓免除了在冬天的寒苦。當時胡人經常入侵雲中、朔方，官吏百姓都受到搶掠殺害，一年之中要多次應對。崔寔整飭軍馬，嚴辦烽火、偵候，胡人因此不敢侵犯五原郡，表現為邊疆之最。
崔寔因為有病被朝廷徵還，拜為議郎，又與博士、儒生一道校定《五經》。適逢梁冀下台自殺，崔寔因曾為梁冀屬僚而受牽連免官，被禁錮數年。
當時鮮卑數次侵略邊境，桓帝下詔三公推舉威武謀略之士，司空黃瓊推薦崔寔，於是被拜為遼東太守。前往遼東郡期間，母親劉氏病死，崔寔上疏請求歸家安葬母親及服喪。喪期結束後，朝廷徵召崔寔，拜為尚書。崔寔感到時勢混亂，推托有病不處理政務，在任數月被罷免歸家。
當初崔寔的父親去世後，崔寔出售田宅，為父親修築冢塋，樹立碑頌。葬禮完成後，崔寔家產竭盡，生活窘迫，於是以賣酒為生。時人因此而譏諷崔寔，但他一如以往。崔寔賣酒所得僅足夠生活開支，不求取過多的盈餘。後來崔寔出仕，在邊境任職，更加貧薄。漢靈帝建寧年間病死，因為家貧不足以為崔寔殯斂，由光祿勳楊賜、太僕袁逢、少府段熲預備棺槨葬具，大鴻臚袁隗樹立碑誌。

## 著作
崔寔的著作有《政論》、《四民月令》及文集，還曾參與《東觀漢記》部分內容的編纂。

### 政論
范曄《後漢書‧崔駰列傳》稱崔寔在桓帝初年任郎官期間，明瞭為政的大體，具備勝任官吏的才能，撰文數十條，討論當世時事政務，名為《政論》。當世人品評為「指切時要，言辯而确」。後來漢末仲長統也說︰「凡為人主，宜寫一通，置之坐側。」
《政論》提到「自漢興㠯來，三百五十餘歲矣」。自漢高祖稱帝算起，相當於148年前後，正值順帝末、桓帝初，與范曄所記吻合。不過嚴可均據《政論》佚文有「僕前為五原太守」及「今遼東耕犁」等字句，認為成書在崔寔任遼東太守後。大概崔寔自為官以來，屢屢有品評時事之作，所以《政論》其實是集合崔寔歷年的文章而成。
《政論》一書，歷代著錄均列入法家。《隋書‧經籍志》著錄為「《正論》六卷，漢大尚書崔寔撰」。《舊唐書‧經籍志》著錄為《崔氏政論》五卷，《新唐書‧藝文志》相同，但卷數為六。馬摠《意林》作《正論》五卷。《文選》李善注引作《本論》。
《政論》大約亡佚於宋元之間。清代馬國翰、嚴可均等人根據《後漢書》、《後漢紀》、《群書治要》、《意林》及唐宋類書輯出《政論》佚文，以嚴可均《全後漢文》輯本較完備。
從《政論》佚文看，具體的內容有提倡節儉，禁止奢僭，反對貪污壓榨，主張地方官要久任，提高官吏待遇以養廉，以及實行徙民實邊來調整人口與耕地的比例等。

### 四民月令
崔寔另一部重要著作是《四民月令》。崔寔本人留心農業，親手安排其父的葬禮，又曾從事酤酒。其母親劉氏是時人眼中的婦女典範，博覽書籍；崔寔在五原教導百姓紡織，也受劉氏的幫助。這些經驗有助崔寔寫出《四民月令》。
該書仿照《禮記‧月令》體例，按月編排當時大莊園一年中的生活事務，內容包含宗族禮法、家庭教育、農耕安排、紡織手工業、加工釀造、採集野生植物、糶糴事項、練習武備等，符合當時士、農、工、商的「本分」，故名《四民月令》。
范曄《後漢書》沒有提及《四民月令》。石聲漢認為，依當時的眼光看，這種文章，所記止是「末業」事項，連「六藝」的範圍也够不上，所以不但范書不曾提及，崔寔自己是否十分重視，也還有問題。
《四民月令》在《隋書‧經籍志》著錄為《四人月令》一卷，題「後漢大尚書崔寔撰」，列入農家，《舊唐書‧經籍志》、《新唐書‧藝文志》同。原書大約在宋元之際亡佚，但仍有大量佚文保存於《齊民要術》、唐宋類書。清代以來，有任兆麟、王謨、嚴可均等輯本，以嚴輯較善，但仍有不足。二十世紀以後，唐鴻學、石聲漢、繆啟愉等依據在日本重新發現的《玉燭寶典》，參考各書，重新輯錄《四民月令》，以石氏《四民月令校注》、繆氏《四民月令輯釋》較精審。

### 文集
《後漢書》提及崔寔「所著碑、論、箴、銘、荅、七言、祠、文、表、記、書凡十五篇」。《隋書‧經籍志》著錄《五原太守崔寔集》二卷、錄一卷，亡。嚴可均《全後漢文》收入崔寔遺文四篇，但仍有遺漏。

### 東觀漢記
崔寔在東觀時曾參與編撰《漢記》。據劉知幾《史通》載，邊韶、崔寔、朱穆、曹壽作《孝穆皇》、《孝崇皇》及《順烈皇后傳》，《外戚傳》增加安思皇后等人，《儒林傳》加入崔篆等人。崔寔、曹壽與延篤又編寫《百官表》，順帝功臣《孫程》、《郭願》及《鄭眾》、《蔡倫》等傳。

## 延伸阅读
- 范曄《後漢書‧崔駰列傳》